# استارایا مرتضی
استارایا مرتضی (انگلیسی: Staraya Murtaza) یک شهرک در شهرستان کوشنارنکوفسکی جمهوری باشقیرستان در کشور روسیه است.